# Oisy (Norte)
Oisy é uma comuna francesa na região administrativa de Altos da França, no departamento do Norte. Estende-se por uma área de 2.57 km². Em 2010 a comuna tinha 639 habitantes (densidade: 248,6 hab./km²).